# Пуллибланк, Эдвин
Эдвин Джордж Пуллибланк (англ. Edwin George Pulleyblank; 7 августа 1922, Калгари, Альберта — 13 апреля 2013, Ванкувер, Британская Колумбия) — канадский синолог, профессор Университета Британской Колумбии. Известен своими исследованиями исторической фонологии китайского языка.

## Биография
Родился 7 августа 1922 года в Калгари. Его отец, Уильям Джордж Эдвин Пуллибланк, был учителем математики, позже стал заместителем директора школы, а мать, Рут Пуллибланк, также была учительницей. Пуллибланк был одарённым учеником с ярким интеллектом и отличной памятью на детали, а в старших классах самостоятельно изучал древнегреческий язык. В 1939 году поступил в Университет Альберты на стипендию правительства провинции Альберта и специализировался на латинской и греческой классике, а в свободное время занимался с другими студентами математикой и физикой.
Пуллибланк окончил университет в 1942 году, в разгар Второй мировой войны. Заметив его способности к математике и иностранным языкам, один из профессоров Пуллибланка предложил ему заняться «секретной военной работой», на что он согласился. 22 февраля 1943 года Пуллибланк присоединился к Экзаменационному подразделению в Оттаве. Это подразделение было гражданским подразделением канадского правительства по взлому кодов. 13 мая 1943 года Пуллибланк был отправлен в Англию для обучения в правительственной школе кодов и шифров в Блетчли-Парке. Вернулся в Канаду и 12 декабря 1943 года поступил на работу в японскую дипломатическую секцию экзаменационного подразделения, а позже начал изучать китайский язык в Карлтонском университете.
В 1946 году Пуллибланк получил стипендию правительства Китая на изучение китайского языка в Школе востоковедения африканистики Лондонского университета, где пробыл два года. В 1948 году в SOAS Пуллибланк стал преподавателем классического китайского языка, хотя позже вспоминал, что в то время его знание японского было лучше, чем китайского. Он читал курсы, одновременно занимаясь докторантурой у немецкого синолога Вальтера Симона, и в 1951 году получил степень доктора философии за диссертацию под названием «Предыстория и ранняя жизнь Ань Лушаня».
На протяжении года Пуллибланк занимался исследованиями в библиотеках Токио и Киото, а также дополнительно изучал китайский язык в Кембриджском университете, получив степень магистра в 1953 году. В 1953 году, в возрасте всего 31 года, Пуллибланк получил должность заведующего кафедрой китайского языка в Кембридже, которую он занимал в течение 13 лет. Пуллибланк и его жена хотели вернуться в Северную Америку, поэтому в 1966 году он покинул Кембридж и поступил на факультет азиатских исследований в Университете Британской Колумбии, где и проработал до выхода на пенсию в 1987 году.